# Abdoulaye Keïta
Abdoulaye Keïta   (Conakry, valor desconegut - Conakry, 30 de juny de 2019), conegut com a Banks Keita, fou un futbolista guineà de la dècada de 1970.
Fou internacional amb la selecció de futbol de Guinea.
Pel que fa a clubs, destacà a Hafia FC.
Un cop retirat fou entrenador a la selecció.